# Graham Reid
Pour les articles homonymes, voir Reid.
Graham Leslie Reid (né le 9 avril 1964 à Redcliffe) est un joueur et entraîneur de hockey sur gazon australien. 

## Carrière

### Carrière de joueur
Avec l'équipe d'Australie de hockey sur gazon, il participe aux Jeux olympiques d'été de 1988, terminant quatrième, et aux Jeux olympiques d'été de 1992, remportant la médaille d'argent.

### Carrière d'entraîneur
Il est le sélectionneur de l'équipe d'Australie de hockey sur gazon aux Jeux olympiques d'été de 2016.
Il est le sélectionneur de l'équipe d'Inde de hockey sur gazon de 2019 à 2023, remportant la médaille de bronze aux  Jeux olympiques d'été de 2020.

## Palmarès

### Jeux olympiques

#### Joueur
- Jeux olympiques de 1992 à Barcelone,  Espagne
  -  Médaille d'argent.

#### Entraîneur
- Jeux olympiques de 2020 à Tokyo,  Japon
  -  Médaille de bronze.